# Notfrist
Eine Notfrist ist allgemein eine Frist, welche seitens des Gerichts nicht verlängert und auch durch Parteivereinbarung nicht verkürzt werden kann.

## Rechtslage in Deutschland
Im deutschen Zivilprozessrecht bezeichnet der Begriff eine gesetzlich bestimmte Frist, die vom Gericht weder verkürzt noch verlängert werden kann. Wer sie schuldlos versäumt, dem ist auf Antrag  Wiedereinsetzung in den vorigen Stand zu gewähren (§ 233 ZPO).
Notfristen werden im Gesetz ausdrücklich als solche bezeichnet (§ 224 Abs. 1 S. 2 ZPO). Es handelt sich meist um Fristen für die Einlegung von Rechtsbehelfen (Berufung, Einspruch usw.).
Zu unterscheiden ist die Notfrist zum einen von den gewöhnlichen oder gesetzlichen Fristen, welche auf Antrag verlängert werden können, und zum anderen von den Ausschlussfristen. Letztere können wie die Notfristen nicht verlängert werden, und außerdem ist bei ihrer Versäumung keine Wiedereinsetzung in den vorigen Stand möglich; somit führt ihre Versäumung endgültig zum Verlust der betreffenden materiellen oder prozessualen Rechte.

## Rechtslage in Österreich
Auch in der österreichischen Zivilprozessordnung (ZPO) hat der Begriff gleichartige Bedeutung und bezeichnet gemäß § 128 Abs. 1 ZPO „eine gesetzliche Frist, deren Verlängerung das Gesetz ausdrücklich untersagt“.